# Синицын, Владислав Иванович
Владислав Иванович Синицын (род. 12 августа 1909; Петроград, Российская империя — 3 мая 1997; Санкт-Петербург, Россия) — советский кинооператор документального и научно-популярного кино. Член Союза кинематографистов СССР (1958), Заслуженный деятель искусств РСФСР (1988).
Являлся в основном фронтовым-кинооператором во времена Великой Отечественной войны по мимо послевоенных лет. Имел звание воентихника 2-го ранга.

## Биография
Родился 12 августа 1909 года в Петрограде.
В 1931 году Синицын окончил операторский факультет Ленинградского фотокинотехникума. С мая по октябрь этого же года стал ассистентом оператора в объединении «Союзкино», с октября 1931 года по октябрь 1932 года стал являться курсантом Военно-технической академии в своём же родном городе. С октября 1932 года по октябрь 1933 год стал старшим инженером спецлаборатории Военно-технической академии. С октября 1933 года — ассистент оператора и второй кинооператор. С марта 1938 года — оператор Ленинградской кинофабрики «Росфильм» (киностудии «Ленфильм»). С августа 1941 года — оператор Ленинградской студии кинохроники. С мая 1942 года — оператор Ленинградской объединённой киностудии. С июня 1942 года по декабрь 1945 год — оператор киногрупп Ленинградского, 2-го Прибалтийского фронтов.
Ушёл из жизни 3 мая 1997 года в Санкт-Петербурге в возрасте 87 лет.

## Творческие работы

### Игровое кино
- 1931 — Верхний этаж («Рабочее жилище»); асс. оператора
- 1931 — Златые горы («Счастливая улица», «Красный Путиловец») (звук, и нем, вар.; нов. ред., 1936); асс. оператора
- 1931 — Кинометла № 3; асс. оператора
- 1931 — Лес; асс. оператора
- 1951 — Музыкальная олимпиада" («Песня»); асс. оператора
- 1934 — Флаг стадиона" («Огни метро»); асс. оператора
- 1937 — Петр I (1-я серия) (звук. и нем, вар.; восст. нар., 1965); асс. оператора
- 1939 — Станица Дальняя; асс. оператора
- 1940 — Танцевальная сюита; 2-й оператор
- 1942 — Варежки" («Самый храбрый»); 2-й оператор
- 1946 — Остров Безымянный; 2-й оператор

### Научные, учебные и документальные фильмы
- 1930 — Бытовая разгрузка; асс. оператора
- 1942 — Ленинград в борьбе; оператор в соавторстве
- 1943 — Ладога — документальный фильм
- 1943 — Путь открыт — документальный фильм
- 1944 — Великая победа под Ленинградом — документальный фильм
- 1944 — Праздник дивизии; оператор в соавторстве с Н. Блажковым
- 1945 — XXVII годовщина Октября; оператор в соавторстве (в титрах не указан)
- 1945 — Инта — документальный фильм
- 1945 — Ленинград встречает победителей — документальный фильм
- 1945 — Новаторы производства; оператор
- 1945 — Физкультурный парад; оператор в соавторстве
- 1946 — Советская Эстония; оператор в соавторстве (в титрах не указан)
- 1947 — Хибинская земля (из серии «Путешествия по СССР»). Выпуск 16
- 1948 — Праздник песни Советской Латвии; оператор в соавторстве (в титрах не указан)
- 1949 — Методика обучения разведчика-наблюдателя; оператор
- 1950 — История одной победы; оператор в соавторстве
- 1950 — На Кольском полуострове; оператор в соавторстве
- 1950 — Техника безопасности при эксплуатации судов морского флота СССР; оператор
- 1950 — Техническая эксплуатация двигателей внутреннего сгорания; оператор
- 1951 — Противопожарная охрана судов морского флота; оператор
- 1952 — Механизация и электрификация животноводческих ферм; оператор в соавторстве
- 1953 — Грипп; оператор
- 1953 — Промышленное скрещивание свиней в Ярославской области (в/э 1955 г.); оператор
- 1954 — «Выращивание овощей в теплицах» (кинокурс «Овощеводство»); оператор в соавторстве
- 1955 — Помните об этом; оператор в соавторстве с Н. Васильевым
- 1955 — Машинисты — новаторы; производство: Леннаучфильм; режиссёр С. И. Якушев; оператор Б. Синицын
- 1959 — Помни, моряк! (Техника безопасности на рыбопромысловом флоте); оператор
- 1960 — Свет и тень
- 1961 — Дорогой исканий; опер,
- 1961 — Производство древесноволокнистых и древесно-стружечных плит и их применение в строительстве; оператор в соавторстве
- 1961 — Семь в пять; оператор
- 1965 — Использование радиолокатора для предупреждения столкновения судов; оператор
- 1965 — Киноустановка KH-14; оператор
- 1967 — Корабли бен капитанов; оператор
- 1968 — Вас приглашают в кино; оператор
- 1968 — Техника безопасности на транспортных работах и сельском хозяйстве; оператор
- 1969 — Угарный газ; оператор
- 1971 — Архитектор Андреян Захаров; оператор
- 1971 — Зелёная защита орошаемых земель; оператор
- 1971 — Поверхностно-активные вещества и пожар; оператор
- 1972 — Лев Кассиль; оператор в соавторстве с Н. Сергеевым
- 1973 — Сварка в углекислом газе", опер.
- 1973 — Трение скольжения и качения; оператор
- 1975 — Перспективные системы лесозаготовительных машин. Раздел II. Системы машин для горных лесозаготовок; оператор

### Кинопериодика
- 1942 — Союзкиножурнал № 61 — документальный фильм

- 1943 — Ленинградский киножурнал № 11 — документальный фильм
- 1943 — Ленинградский киножурнал № 14 — документальный фильм
- 1943 — Ленинградский киножурнал № 16 — документальный фильм
- 1943 — Ленинградский киножурнал № 17 — документальный фильм
- 1943 — Ленинградский киножурнал № 18 — документальный фильм
- 1943 — Ленинградский киножурнал № 3 — документальный фильм
- 1943 — Ленинградский киножурнал № 31 — документальный фильм
- 1943 — Ленинградский киножурнал № 7 — документальный фильм
- 1943 — Ленинградский киножурнал № 8 — документальный фильм
- 1943 — Ленинградский киножурнал № 9 — документальный фильм
- 1947 — Ленинградский киножурнал № 6 — документальный фильм
- 1959 — Подвиг Ленинграда — документальный фильм
- 1960 — Свет и тень — документальный фильм
- 1972 — Архитектор Андреян Захаров — документальный фильм
- 1975 — Что такое хорошо и что такое плохо (4 серия) — учебный фильм
- 1980 — Их оружие — кинокамера — документальный фильм
- 1986 — Электрорадиоизмерения в медицине — документальный фильм
- 2005 — Блокада — использование материалов
- 1942 — Ленинградский киножурнал № 21 — документальный фильм
- 1942 — Ленинградский киножурнал № 22 — документальный фильм
- 1942 — Ленинградский киножурнал № 35 — документальный фильм
- 1942 — Ленинградский киножурнал № 36 — документальный фильм
- 1943 — Ленинградский киножурнал № 19 — документальный фильм
- 1943 — Ленинградский киножурнал № 20 — документальный фильм
- 1943 — Ленинградский киножурнал № 25 — документальный фильм

## Звания и награды
- Заслуженный деятель искусств РСФСР (30 июля 1988)[2]
- 1943 — медаль «За оборону Ленинграда»[1]
- 1945 — медаль «За победу над Германией в Великой Отечественной войне 1941—1945 гг.»[1]
- 1946 — медаль «За доблестный труд в Великой Отечественной войне 1941—1945 гг.»[1]
- 1987 — «Орден Отечественной войны ll степени»[1]

## Издательства
- Создатели фронтовой кинолетописи. Биофильмографический справочник" (Авт.-сост. А. С. Дерябин. — М.: Госфильмофонд России, 2016; с. 763—765; Ист: РГАЛИ. — Ф. 2944. — Оп. 28. — Ед. хр., 1960; Синицын Владислав Иванович : учётная карточка члена СК СССР // Отдел творческих кадров СК РФ)
- Киновеческие записки. — VNII киноискусства Госкино СССР, 2005. — 1164 с.
- Искусство кино. — Изд. Союза работников кинематографии СССР, 1983. — 1172 с[3]
- Пролетарское кино. — 1964. — 168 с.